# Провенцале, Франческо
Франче́ско Провенца́ле (итал. Francesco Provenzale; 25 сентября 1632, Неаполь — 6 сентября 1704, Неаполь) — итальянский композитор, педагог, первый представитель неаполитанской оперной школы.

## Биография
Документальных свидетельств о Провенцале до 1658 года не обнаружено. Предположительно он окончил консерваторию «Пьета деи Турчини» в Неаполе. Обучался игре на органе у Дж. М. Сабино, органиста церкви Аннунциата.
Первая опера Провенцале, о которой сохранилось упоминание, — «Кир» (1653). Известность получил в 1654 году после постановки оперы «Тесей». В основном посвятил себя педагогике. С 1663 по 1674 годы преподавал в консерватории «Санта-Мария ди Лорето», с 1673 по 1701 годы возглавлял консерваторию «Пьета деи Турчини». В эти годы его учениками были Гаэтано Венециано, Н. Фаго, Д. Сарро, Л. Лео, А. Скарлатти.
Влияние на музыку Провенцале оказали композиторы Венецианской школы, в частности К. Монтеверди, Ф. Кавалли. Развивая их достижения в области оперы, Провенцале стал первым представителем новой, неаполитанской оперной школы, которую вскоре возглавил его ученик, А. Скарлатти.
Провенцале удавались как комические, так и драматические оперы. В качестве основы он использовал исторические и комедийно-бытовые сюжеты. Одним из лучших произведений Провенцале считается опера La colomba ferita о жизни Святой Розалии.
В 1660 году Провенцале женился на Кьяре Базиле. Частые постановки приносили известность, а с ней росло число учеников и занимаемых постов, приносивших приличный доход. В 1680 Провенцале стал вторым дирижёром королевской капеллы в Неаполе, с 1690 дирижёром, а в 1704, за несколько дней до смерти, получил в капелле высший пост.

## Сочинения

### Оперы
- «Кир» (1653)
- «Тесей» (1654)
- «Ксеркс» (1655),
- «Артемизия» (1657)
- «Эритрея» (1659)
- «Раб своей жены» (итал. Il schiavo di sua moglie, 1671)
- «Орфей» (1677)
- «Аврелий» (1678)

### Другие произведения
- Реквием
- 3 оратории (1664, 1672, 1672)
- 10 кантат
- Месса
- 4 пассиона
- Двухголосные мотеты (1689)
- Псалом